# Composizioni di Nikolaj Girševič Kapustin
Lista delle composizioni di Nikolaj Girševič Kapustin (1937-2020), ordinate per data di pubblicazione e per genere. L'ordine cronologico delle opere è accompagnato dal progressivo numero di opera.

## Composizioni in ordine cronologico
- Opera 1: Concertino per pianoforte e orchestra (1957)
- Opera 2: Concerto per pianoforte e orchestra n. 1 (1961)
- Opera 3: Variazioni per pianoforte e big-band (1962)
- Opera 4: Corale e Fuga per orchestra (1962)
- Opera 5: Pezzi per tromba e orchestra (1962)
- Opera 6: "Rose-Marie", fantasia per orchestra (1963)
- Opera 7: Fantasia su tre bambini brani per orchestra (1963)
- Opera 8: Toccata per pianoforte e orchestra (1964)
- Opera 9: "Il Processo", pezzo per orchestra (1966)
- Opera 10: "Big Band di suoni (i suoni della Big-Band)" per orchestra
- Opera 11: "Estacade" per Big Band (1966)
- Opera 12: "Acquario-Blues" per big-band (1967)
- Opera 13: Intermezzo per pianoforte e orchestra (1968)
- Opera 14: Concerto per pianoforte e orchestra n. 2 (1974)
- Opera 15: "La Foresta Story" per orchestra (1972)
- Opera 16: Notturno in sol maggiore per pianoforte e orchestra (1972)
- Opera 17: Tre pezzi per orchestra (1972)
- Opera 18: Quattro pezzi per ensemble strumentale (1973)
- Opera 19: Studio per pianoforte e orchestra (1974)
- Opera 20: Notturno per pianoforte e orchestra (1974)
- Opera 21: Minuetto per big-band (1974)
- Opera 22: Pezzi per cinque sassofoni e orchestra (1975)
- Opera 23: "Enigma" per big-band (1975)
- Opera 24: Marcia per orchestra (1975)
- Opera 25: Concerto Rapsodia per pianoforte e orchestra (1976)
- Opera 26: Day-Break ("Alba") per pianoforte (1976)
  - Opera 26A: Day-Break ("Alba") per orchestra (1976)
- Opera 27: Fantasia per quartetto jazz (1976)
- Opera 28: Suite in stile antico per pianoforte (1977)
- Opera 29: Scherzo per pianoforte e orchestra (1978)
- Opera 30: Due movimenti per un Concerto per orchestra (1980)
- Opera 31: Elegia per orchestra (1980)
- Opera 32: "Il vento del Nord", pezzo per orchestra (1981)
- Opera 33: Pezzi per due pianoforti e orchestra (1982)
- Opera 34: "Meridiana", pezzo per orchestra (1982)
- Opera 35: "Curva chiusa" per orchestra (1982)
- Opera 36: Toccatina per pianoforte (1983)
- Opera 37: "The Pleasant Meeting", pezzo per orchestra (1983)
- Opera 38: "Presentimento", pezzo per orchestra (1983)
- Opera 39: Sonata per pianoforte n. 1 "Sonata-Fantasia" per pianoforte (1984)
- Opera 40: Otto Studi da concerto per pianoforte (1984) 
  - N. 1 – Preludio
  - N. 2 – Dream
  - N. 3 – Toccatina
  - N. 4 – Reminiscenza
  - N. 5 – Shuitka
  - N. 6 – Pastorale
  - N. 7 – Intermezzo
  - N. 8 – Finale
- Opera 41: Variazioni per pianoforte (1984)
- Opera 42: "A Rush Hour" per ensemble (1985)
- Opera 43: "Un Giorno aprile" per ensemble (1985)
- Opera 44: "Il Mattino" per ensemble (1985)
- Opera 45: "Forza motrice" per pianoforte (1985)
- Opera 46: "Big Band di suoni (I suoni della Big-Band)" per pianoforte (1986)
- Opera 47: "La contemplazione (Meditazione)" per pianoforte (1987)
- Opera 48: Concerto per pianoforte e orchestra n. 3 (1985)
- Opera 49: Sinfonietta per orchestra (1987)
- Opera 50: Concerto per sassofono alto-e orchestra (1987)
- Opera 51: Ouverture per big-band (1987)
- Opera 52: "Intrada", pezzo per big-band (1988)
- Opera 53: Ventiquattro Preludi in stile jazz per pianoforte (1988)
- Opera 54: Sonata per pianoforte n. 2 (1989)
- Opera 55: Sonata per pianoforte n. 3 (1990)
- Opera 56: Concerto per pianoforte e orchestra n. 4 (1989)
- Opera 57: Sinfonia da camera per orchestra da camera (1990)
- Opera 58: Andante per pianoforte (1990)
- Opera 59: Dieci Bagatelle per pianoforte (1991) 
  - N. 1 – Allegro
  - N. 2 – Larghetto
  - N. 3 – Allegro moderato
  - N. 4 – Allegretto
  - N. 5 – Largo
  - N. 6 – Comodo
  - N. 7 – Vivace
  - N. 8 – Adagio
  - N. 9 – Allegretto
  - N. 10 – Giocosamente
- Opera 60: Sonata per pianoforte n. 4 (1991)
- Opera 61: Sonata per pianoforte n. 5 (1991)
- Opera 62: Sonata per pianoforte n. 6 (1991)
- Opera 63: Sonata per violoncello e pianoforte n. 1 (1991)
- Opera 64: Sonata per pianoforte n. 7 (1991)
- Opera 65: Berceuse per pianoforte (1991)
- Opera 66: Tre Improvvisi per pianoforte (1991)
- Opera 67: Tre Studi per pianoforte (1992)
- Opera 68: Cinque Studi in differenti intervalli per pianoforte (1992)
- Opera 69: Sonata per viola e pianoforte (1992)
- Opera 70: Sonata per violino e pianoforte (1992)
- Opera 71: Capriccio per pianoforte (1992)
- Opera 72: Concerto per pianoforte e orchestra n. 5 (1993)
- Opera 73: Dieci Invenzioni per pianoforte (1993)
- Opera 74: Concerto per pianoforte e orchestra n. 6 (1993)
- Opera 75: Humoresque per pianoforte (1994)
- Opera 76: Concerto per doppio basso e orchestra sinfonica (1994)
- Opera 77: Sonata per pianoforte n. 8 (1995)
- Opera 78: Sonata per pianoforte n. 9 (1995)
- Opera 79: Pezzi per sestetto (1995)
- Opera 80: Tema e Variazioni per pianoforte (1996)
- Opera 81: Sonata per pianoforte n. 10 (1996)
- Opera 82: Ventiquattro Preludi e Fughe per pianoforte (1997)
- Opera 83: Improvviso ("Improvvisazione") per pianoforte (1997)
- Opera 84: Sonata per violoncello e pianoforte n. 2 (1997)
- Opera 85: Concerto per violoncello e orchestra (1997)
- Opera 86: Trio per flauto, violoncello e pianoforte (1998)
- Opera 87: Sette Pezzi polifonici per pianoforte, per la mano sinistra (1998)
- Opera 88: String Quartet (1998)
- Opera 89: Piano Quintet (1998)
- Opera 90: Concerto per undici strumenti (1998)
- Opera 91: Divertissement per due flauti, violoncello e pianoforte (1998)
- Opera 92: Suite per pianoforte (quattro pezzi per pianoforte) (1999)
- Opera 93: Introduzione e Scherzino per violoncello solo (1999)
- Opera 94: Ballata per pianoforte (1999)
- Opera 95: Scherzo per pianoforte (1999)
- Opera 96: Elegia per violoncello e pianoforte (1999)
- Opera 97: Burlesca per violoncello e pianoforte (1999)
- Opera 98: "Quasi Valzer" per violoncello e pianoforte (1999)
- Opera 99: Duetto per alto sassofono e violoncello (1999)
- Opera 100: Sonatina per pianoforte (2000)
- Opera 101: Sonata per pianoforte n. 11 "Twickenham" (2000)
- Opera 102: Sonata per pianoforte n. 12 (2001)
- Opera 103: Concerto n. 2 per violoncello e orchestra d'archi (2002)
- Opera 104: Concerto per due pianoforti e percussioni (2002)
- Opera 105: Concerto per violino, pianoforte e orchestra d'archi (2002)
- Opera 106: Suite per viola, alto sassofono, pianoforte e contrabbasso (2002)
- Opera 107: Variazioni su "Sweet Georgia Brown" per viola, alto sassofono, pianoforte e contrabbasso (2002)
- Opera 108: Parafrasi sul tema di Paul Dvoirin per pianoforte (2003)
- Opera 109: "There is Something Behind That" for piano (2003)
- Opera 110: Sonata per pianoforte n. 13 (2003)
- Opera 111: "Gingerbread Man" per pianoforte (2003)
- Opera 112: "End of the Rainbow" per pianoforte (2003)
- Opera 113: "Wheel of Fortune" per pianoforte (2003)
- Opera 114: "No Stop Signs" per pianoforte (2003)
- Opera 115: Fantasia per pianoforte (2003)
- Opera 116: Rondoletto per pianoforte (2003)
- Opera 117: "Spice Island" per pianoforte (2003)
- Opera 118: Parafrasi su "Aquarela do Brasil" di Ary Barroso per pianoforte (2003)
- Opera 119: "Nothing to Loose" per pianoforte (2004)
- Opera 120: Sonata per pianoforte n. 14 (2004)
- Opera 121: "Vanità delle vanità" per pianoforte (2004)
- Opera 122: Due Studi like Trinkets per pianoforte (2004)
- Opera 123: Parafrasi su "Blue Bossa" di Kenny Dorham per pianoforte (2004)
- Opera 124: Suite per violoncello solo (2004)
- Opera 125: Sonata per flauto e pianoforte (2004)
- Opera 126: Divertissement in quattro movimenti per violino, violoncello e pianoforte (2005)
- Opera 127: Sonata n. 15 (Fantasia quasi Sonata) per pianoforte
- Opera 128: Introduzione e Rondò per pianoforte (2006)
- Opera 129: Parafrasi su Dizzy Gillespie's "Manteca" per due pianoforti, quattro mani
- Opera 130: Countermove per pianoforte (2006)
- Opera 131: Sonata per pianoforte n. 16 (2006)
- Opera 132: Quartetto d'archi n. 2 (2007)
- Opera 133: Sei piccoli Preludi per pianoforte (2007)
- Opera 134: Sonata per pianoforte n. 17 (2008)
- Opera 135: Sonata per pianoforte n. 18 (2008)
- Opera 136: Trio per violino, violoncello e pianoforte n. 1(2009)
- Opera 137: "Good Intention" per pianoforte (2009)
- Opera 138: "Sleight of Hand" per pianoforte (2009)
- Opera 139: "Holy Cow" per pianoforte (2009)
- Opera 140: "Freeway" per pianoforte (2009)
- Opera 141: Concerto per violino e orchestra (2009)
- Opera 142: Trio per violino, violoncello e pianoforte n. 2 (2010)
- Opera 143: Sonata per pianoforte n. 19 (2011)
- Opera 144: Sonata per pianoforte n. 20 (2011)
- Opera 145: Trittico per due pianoforti a quattro mani (2012)
- Opera 146: Capriccio per pianoforte a quattro mani (2012)
- Opera 147: Concerto per pianoforte e orchestra n. 1 (seconda edizione) (2012)
- Opera 148: Dialogo per pianoforte (2013)
- Opera 149: Studio "Breve ma trascendentale" per pianoforte (2013)

## Composizioni per genere

### Musica per strumento solista e orchestra o big-band
- Opera 1: Concertino per pianoforte e orchestra (1957)
- Opera 2: Concerto per pianoforte e orchestra n. 1 (1961)
- Opera 3: Variazioni per pianoforte e big-band (1962)
- Opera 13: Intermezzo per pianoforte e orchestra (1968)
- Opera 14: Concerto per pianoforte e orchestra n. 2 (1974)
- Opera 16: Notturno in sol maggiore per pianoforte e orchestra (1972)
- Opera 19: Studio per pianoforte e orchestra (1974)
- Opera 20: Notturno per pianoforte e orchestra (1974)
- Opera 22: Pezzi per cinque sassofoni e orchestra (1975)
- Opera 25: Concerto rapsodia per pianoforte e orchestra (1976)
- Opera 29: Scherzo per pianoforte e orchestra (1978)
- Opera 33: Pezzi per due pianoforti e orchestra (1982)
- Opera 48: Concerto per pianoforte e orchestra n. 3 (1985)
- Opera 50: Concerto per sassofono contralto e orchestra (1987)
- Opera 56: Concerto per pianoforte e orchestra n. 4 (1989)
- Opera 72: Concerto per pianoforte e orchestra n. 5 (1993)
- Opera 74: Concerto per pianoforte e orchestra n. 6 (1993)
- Opera 76: Concerto per contrabbasso e orchestra sinfonica (1994)
- Opera 85: Concerto per violoncello e orchestra (n. 1) (1997)
- Opera 103: Concerto per violoncello e orchestra d'archi (n. 2) (2002)
- Opera 104: Concerto per due pianoforti e percussioni (2002)
- Opera 105: Concerto per violino, pianoforte e orchestra d'archi (2002)
- Opera 141: Concerto per violino e orchestra (2009)
- Opera 147: Concerto per pianoforte e orchestra n. 1 (seconda edizione) (2012)

### Musica per orchestra
- Opera 4: Corale e fuga per orchestra (1962)
- Opera 5: Pezzi per tromba e orchestra (1962)
- Opera 6: Rose-Marie, fantasia per orchestra (1963)
- Opera 7: Fantasia su tre bambini (brani per orchestra) (1963)
- Opera 8: Toccata per pianoforte e orchestra (1964)
- Opera 9: Il processo(pezzo per orchestra) (1966)
- Opera 10: Big-band di suoni (i suoni della big-band) (per orchestra)
- Opera 11: Estacade per big-band (1966)
- Opera 12: Acquario-Blues' per big-band (1967)
- Opera 15: La foresta story per orchestra (1972)
- Opera 17: Tre pezzi per orchestra' (1972)
- Opera 21: Minuetto per big-band (1974)
- Opera 23: Enigma per big-band (1975)
- Opera 24: Marcia per orchestra (1975)
- Opera 26A: Day-Break ("Alba") per orchestra (1976)
- Opera 30: Due movimenti per un concerto per orchestra (1980)
- Opera 31: Elegia per orchestra (1980)
- Opera 32: Il vento del Nord (pezzo per orchestra) (1981)
- Opera 34: Meridiana (pezzo per orchestra) (1982)
- Opera 35: Curva chiusa per orchestra (1982)
- Opera 37: The Pleasant Meeting (pezzo per orchestra) (1983)
- Opera 38: Presentimento (pezzo per orchestra) (1983)
- Opera 49: Sinfonietta per orchestra (1987)
- Opera 51: Overture per big-band (1987)
- Opera 52: Intrada, pezzo per big-band (1988)

### Musica per ensemble
- Opera 18: Quattro pezzi per ensemble strumentale (1973)
- Opera 42: A Rush Hour per ensemble (1985)
- Opera 43: Un giorno aprile per ensemble (1985)
- Opera 44: Il mattino per ensemble (1985)

### Musica per pianoforte
- Opera 26: Day-Break ("Alba") per pianoforte (1976)
- Opera 28: Suite in stile antico per pianoforte (1977)
- Opera 36: Toccatina per pianoforte (1983)
- Opera 39: Sonata per pianoforte n. 1 Sonata-fantasia per pianoforte (1984)
- Opera 40: Otto studi da concerto per pianoforte (1984)
  - n. 1: Preludio
  - n. 2: Dream
  - n. 3: Toccatina
  - n. 4: Reminiscenza
  - n. 5: Shufka
  - n. 6: Pastorale
  - n. 7: Intermezzo
  - n. 8: Finale
- Opera 41: Variazioni per pianoforte (1984)
- Opera 45: Forza motrice per pianoforte (1985)
- Opera 46: Big band di suoni (I suoni della big-band) per pianoforte (1986)
- Opera 47: La contemplazione (Meditazione) per pianoforte (1987)
- Opera 53: Ventiquattro Preludi in stile jazz per pianoforte (1988)
- Opera 54: Sonata per pianoforte n. 2 (1989)
- Opera 55: Sonata per pianoforte n. 3 (1990)
- Opera 58: Andante per pianoforte (1990)
- Opera 59: Dieci Bagatelle per pianoforte (1991) 
  - n. 1 - Allegro
  - n. 2 - Larghetto
  - n. 3 - Allegro moderato
  - n. 4 - Allegretto
  - n. 5 - Largo
  - n. 6 - Comodo
  - n. 7 - Vivace
  - n. 8 - Adagio
  - n. 9 - Allegretto
  - n. 10 - Giocosamente
- Opera 60: Sonata per pianoforte n. 4 (1991)
- Opera 61: Sonata per pianoforte n. 5 (1991)
- Opera 62: Sonata per pianoforte n. 6 (1991)
- Opera 64: Sonata per pianoforte n. 7 (1991)
- Opera 65: Berceuse per pianoforte (1991)
- Opera 66: Tre Improvvisi per pianoforte (1991)
- Opera 67: Tre Studi per pianoforte (1992)
- Opera 68: Cinque Studi in differenti intervalli per pianoforte (1992)
- Opera 71: Capriccio per pianoforte (1992)
- Opera 73: Dieci Invenzioni per pianoforte (1993)
- Opera 75: Humoresque per pianoforte (1994)
- Opera 77: Sonata per pianoforte n. 8 (1995)
- Opera 78: Sonata per pianoforte n. 9 (1995)
- Opera 80: Tema e Variazioni per pianoforte (1996)
- Opera 81: Sonata per pianoforte n. 10 (1996)
- Opera 82: Ventiquattro Preludi e Fughe per pianoforte (1997)
- Opera 83: Improvviso ("Improvvisazione") per pianoforte (1997)
- Opera 87: Sette Pezzi polifonici per pianoforte, per la mano sinistra (1998)
- Opera 92: Suite per pianoforte (quattro pezzi per pianoforte) (1999)
- Opera 94: Ballata per pianoforte (1999)
- Opera 95: Scherzo per pianoforte (1999)
- Opera 100: Sonatina per pianoforte (2000)
- Opera 101: Sonata per pianoforte n. 11 "Twickenham" (2000)
- Opera 102: Sonata per pianoforte n. 12 (2001)
- Opera 108: Parafrasi sul tema di Paul Dvoirin per pianoforte (2003)
- Opera 109: There is Something Behind That for piano (2003)
- Opera 110: Sonata per pianoforte n. 13 (2003)
- Opera 111: Gingerbread Man per pianoforte (2003)
- Opera 112: End of the Rainbow per pianoforte (2003)
- Opera 113: Wheel of Fortune per pianoforte (2003)
- Opera 114: No Stop Signs per pianoforte (2003)
- Opera 115: Fantasia per pianoforte (2003)
- Opera 116: Rondoletto per pianoforte (2003)
- Opera 117: Spice Island per pianoforte (2003)
- Opera 118: Parafrasi su "Aquarela do Brasil" di Ary Barroso per pianoforte (2003)
- Opera 119: Nothing to Loose per pianoforte (2004)
- Opera 120: Sonata per pianoforte n. 14 (2004)
- Opera 121: Vanità delle vanità per pianoforte (2004)
- Opera 122: Due Studi like Trinkets per pianoforte (2004)
- Opera 123: Parafrasi su "Blue Bossa" di Kenny Dorham per pianoforte (2004)
- Opera 127: Sonata n. 15 (Fantasia quasi Sonata) per pianoforte
- Opera 128: Introduzione e Rondò per pianoforte (2006)
- Opera 129: Parafrasi su Dizzy Gillespie's "Manteca" per due pianoforti a quattro mani
- Opera 130: Countermove per pianoforte (2006)
- Opera 131: Sonata per pianoforte n. 16 (2006)
- Opera 133: Sei piccoli Preludi per pianoforte (2007)
- Opera 134: Sonata per pianoforte n. 17 (2008)
- Opera 135: Sonata per pianoforte n. 18 (2008)
- Opera 137: Good Intention per pianoforte (2009)
- Opera 138: Sleight of Hand per pianoforte (2009)
- Opera 139: Holy Cow per pianoforte (2009)
- Opera 140: Freeway per pianoforte (2009)
- Opera 143: Sonata per pianoforte n. 19 (2011)
- Opera 144: Sonata per pianoforte n. 20 (2011)
- Opera 145: Trittico per due pianoforti a quattro mani (2012)
- Opera 146: Capriccio per pianoforte a quattro mani (2012)
- Opera 148: Dialogo per pianoforte (2013)
- Opera 149: Studio "Breve ma trascendentale" per pianoforte (2013)

### Musica da camera
- Opera 27: Fantasia per quartetto jazz (1976)
- Opera 57: Sinfonia da camera (1990)
- Opera 63: Sonata per violoncello e pianoforte n. 1 (1991)
- Opera 69: Sonata per viola e pianoforte (1992)
- Opera 70: Sonata per violino e pianoforte (1992)
- Opera 79: Pezzi per sestetto (1995)
- Opera 84: Sonata per violoncello e pianoforte n. 2 (1997)
- Opera 86: Trio per flauto, violoncello e pianoforte (1998)
- Opera 88: Quartetto per archi n. 1 (1998)
- Opera 89: Quintetto con pianoforte (1998)
- Opera 90: Concerto per undici strumenti (1998)
- Opera 91: Divertissement per due flauti, violoncello e pianoforte (1998)
- Opera 93: Introduzione e Scherzino per violoncello solo (1999)
- Opera 96: Elegia per violoncello e pianoforte (1999)
- Opera 97: Burlesca per violoncello e pianoforte (1999)
- Opera 98: Quasi Valzer per violoncello e pianoforte (1999)
- Opera 99: Duetto per sassofono contralto e violoncello (1999)
- Opera 106: Suite per viola, alto sassofono, pianoforte e contrabbasso (2002)
- Opera 107: Variazioni su "Sweet Georgia Brown" per viola, alto sassofono, pianoforte e contrabbasso (2002)
- Opera 124: Suite per violoncello solo (2004)
- Opera 125: Sonata per flauto e pianoforte (2004)
- Opera 126: Divertissement in quattro movimenti per violino, violoncello e pianoforte (2005)
- Opera 132: Quartetto d'archi n. 2 (2007)
- Opera 136: Trio per violino, violoncello e pianoforte n. 1 (2009)
- Opera 142: Trio per violino, violoncello e pianoforte n. 2 (2010) [1]